# Ekplanteringarna på Visingsö

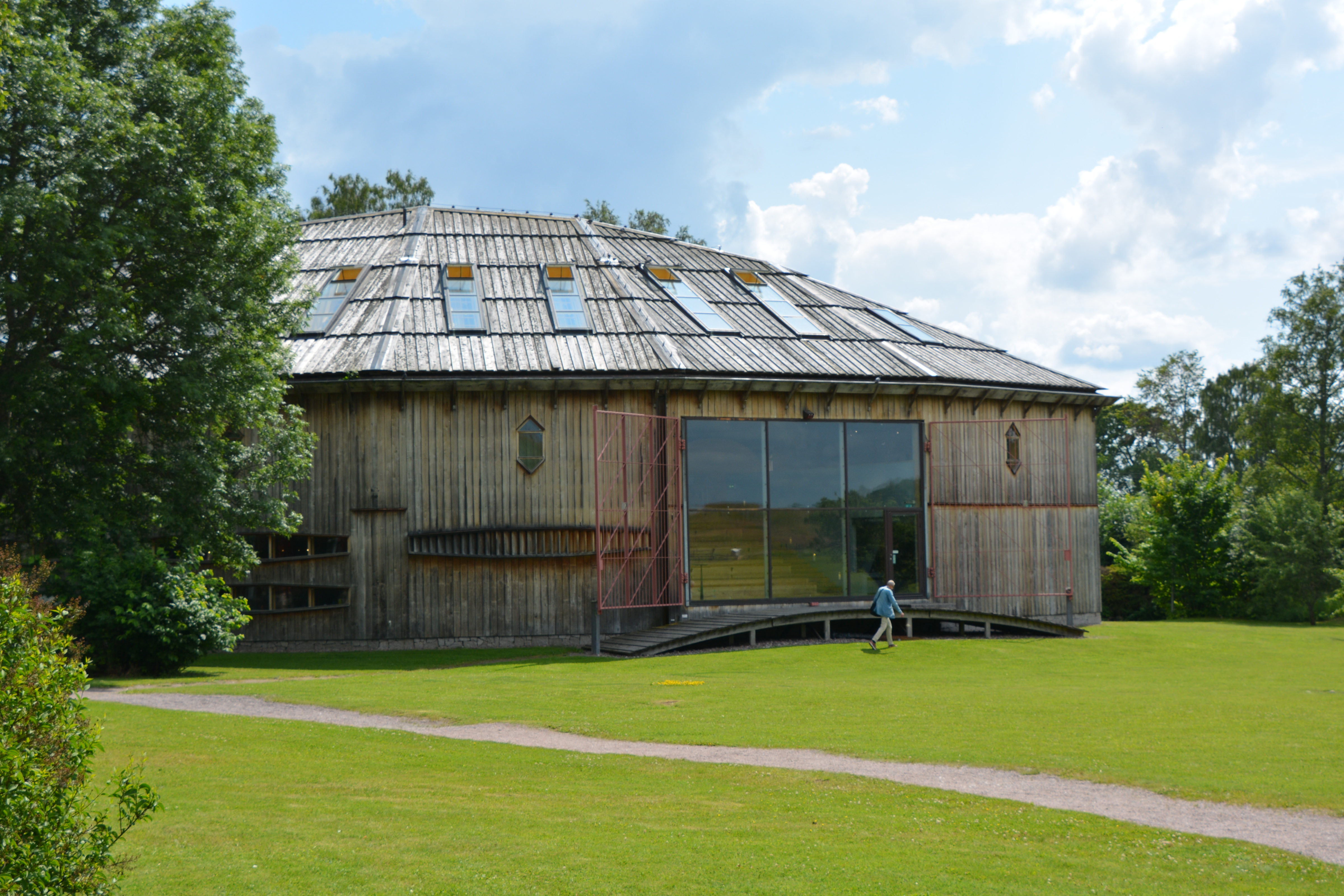
Fasaden på det år 2000 invigda Gamla Uppsala museum är i ekträ från ekplanteringarna på Visingsö från 1830–1850-talen

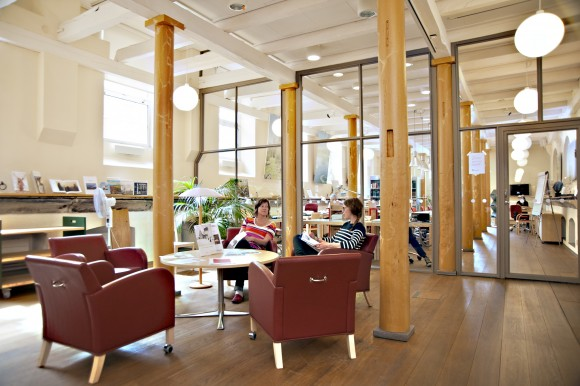
Golv i ekträ från Visingsö i Östra stallet hos Riksantikvarieämbetet i Stockholm

Ekplanteringarna på Visingsö är skogsplanteringar som genomfördes av den svenska staten 1831–1860 på Visingsborgs kungsgård på Visingsö. Planteringarna genomfördes av en särskilt inrättad statlig myndighet, Kungl. Styrelsen över ekplanteringarna, eller Ekplanteringsstyrelsen.

## Bakgrund
Ända sedan medeltiden var statens anspråk på ek stort. Med Magnus Erikssons landslag infördes skogsregale med förbud för bönder att avverka ekar även i den egna skogen, så länge som inte eken stod i vägen för arbetet på åkern. Under Gustav Vasas regeringstid skärptes tillämpningen för att säkerställa behovet av ekvirke för byggande av örlogsfartyg. Efter Westfaliska freden 1648 blev Svenska Pommern en huvudleverantör av eke. Efter det att Sverige frånträtt Svenska Pommern genom Freden i Kiel 1814, blev frågan om inhemsk försörjning med ekträ kritisk. Ekskogarna i Pommern och runt Wismar hade varit den svenska flottans huvudleverantör, varför Kungl. Maj:t 1819 uppdrog åt sjömilitären Johan Aron af Borneman att inventera ekbestånden i Sverige, bedöma deras användbarhet för flottans behov och föreslå lämpliga platser för statliga ekplanteringar. Denna inventering genomfördes 1819–1825,

## Plantering
Staten grundade 1830 en myndighet i Stockholm, Kungl. Styrelsen över ekplanteringarna, för att genomföra ekplanteringar på kronomark. Som styresman tillsattes hovjägmästaren Israel Ström (adlad 1833 af Ström).
Staten engagerade sig från 1831 i ett stort planteringsprojekt på åkermark tillhörande Visingsborgs kungsgård. Ön ansågs genom sitt klimat, sin jordmån och närhet till vatten vara idealisk för plantering av ekskog. Förutom planteringarna på Visingsö förvaltade Ekplanteringsstyrelsen också kungsladugården Bispmotala i Östergötland 1830, en förvaltning som frånträddes av efterträdaren Kungl. Skogsstyrelsen 1862.
Framemot 1860-talet minskade örlogsbåtbyggarnas beroende av ek genom att bland annat monitorer av stål började byggas. Nyplanteringsarbetet på Visingsö lades ned 1860 efter att 350 hektar hade planterats, men Skogsstyrelsen hade även senare att ägna sig åt åtgärder för att tillgodose flottans behov av ek, vid sidan av behov av tall som mastvirke. Ekplanteringsstyrelsen lades ned 1859 och dess uppgifter övertogs av Skogsstyrelsen. Ansvaret för ekplanteringarna på Visingsö har senare övertagits av Domänverket och därefter av Statens fastighetsverk.

## Planteringarna idag
År 1975 markerade dåvarande Domänverket att ekskogen var mogen för avverkning genom att avsända ett meddelande till Chefen för Marinen med erbjudande om virke. Marinen tackade dock nej, med hänvisning till att skeppsbyggeriet gått över till andra material.
Det sker numera en viss avverkning av ektimmer av den nuvarande ägaren Statens fastighetsverk, samtidigt som det sker en återplantering. Virket används framför allt till byggnadsvirke interiört och även exteriört. Så har det till exempel använts till golv i Östra stallet hos Riksantikvarieämbetet och Sveriges ambassad i Pretoria samt som fasadträ i det år 2000 invigda Gamla Uppsala museum i Gamla Uppsala.